# Блумсдей
Блумсдей (англ. Bloomsday, ірл. Lá Bloom, також День Блума або Блумсдень українською) — це день святкування пам’яті ірландського письменника Джеймса Джойса, який щороку відзначається у Дубліні й у інших місцях 16 червня. Це — день подій його роману Улісс 1922 року, а також це день його першого сексуального контакту зі своєю майбутньою дружиною, Норою Барнакл, що відбувся в четвер 1904 року. Свято названо на честь головного героя цього роману Леопольда Блума.

Логотип фестивалю Блумсдей 2024 року

Плакат заходів Блумсдня в Україні

## Назва
Англійське слово Bloomsday зазвичай використовується і в ірландській мові, хоча інколи його називають Lá Bloom (День Блума, ірландською).

## Перше святкування
Першу згадку про святкування Блумсдею можна знайти у листі Дж. Джойса до міс Вівер від 27 червня 1924 року, де йдеться про «групу людей, які відзначають день Блума — 16 червня».
В 50-ту річницю подій, що описані в романі у середу 1954 року Джон Раян (художник, критик, державний діяч та засновник часопису Envoy) й романіст Браян О'Нолан організували те, що мало бути одноденним паломництвом уздовж маршруту «Улісса». До них долучились Патрік Кавана, Ентоні Кронін, Том Джойс (стоматолог, який, будучи двоюрідним братом Джойса, представляв інтереси сім’ї) та А. Дж. Левенталь (викладач французької у Трініті-коледжі Дубліна). Райан винайняв два старомодних таксі, які було запряжено кіньми, в яких містер Блум і його друзі в «Уліссе» їздять на похорон Педді Дігнама.
Учасникам були розподілені ролі з роману. Кронін замінив Стівена Дедалуса, О'Нолан — свого батька Саймона Дедалуса, Раян — журналіста Мартіна Каннінгема, а Левенталь, будучи євреєм, був найнятий (без попередження заздалегідь невідомо йому, як стверджував Раян) на роль Леопольда Блума.
Компанія планувала мандрувати містом протягом дня, розпочавши баштою Мартеллоу Сендікові (де починаються дії роману), відвідуючи при цьому по черзі сцени «Улісса» й завершуючи уночі в тому приміщенні, де колись був міський бордель, в районі, що його Джойс назвав Найттауном. Проте паломництво було припинено на півшляху, коли потомлені подорожуючі піддалися алкогольному сп’янінню у пабі Бейлі в середмісті, що ним на той час володів Раян та де 1967 року він установив двері на Екклз-стріт № 7 (вхідні двері Леопольда Блума), врятувавши його від знесення.

## Дублін, Ірландія
Починаючи із 1994 року в Дубліні відзначається фестиваль Блумсдей, що триває один тиждень та щоразу планується на 16 червня. Захід включає низку культурних подій, у тому числі читання Улісса та інсценізації, відвідування пабів та інші дійства. Щоби відсвяткувати Блумсдей охочі нерідко вбираються у едвардіанські костюми й повторюють маршрут Блума Дубліном через такі пам’ятки, як паб Деві Бірна. Найзатятіші прихильники творчості Джойса проводять марафонські читання усього роману, деякі із яких тривають до 36 годин. Фестиваль Bloomsday організовано Центром Джеймса Джойса від імені міста Дублін. У вежі та музеї Джеймса Джойса у Сендікові, місці відкриття глави «Улісса», в рамках Блумсдею проводиться ряд безкоштовних заходів, зокрема театральні вистави, музичні дійства, екскурсії культовою вежею й читання шедеврів Джойса.

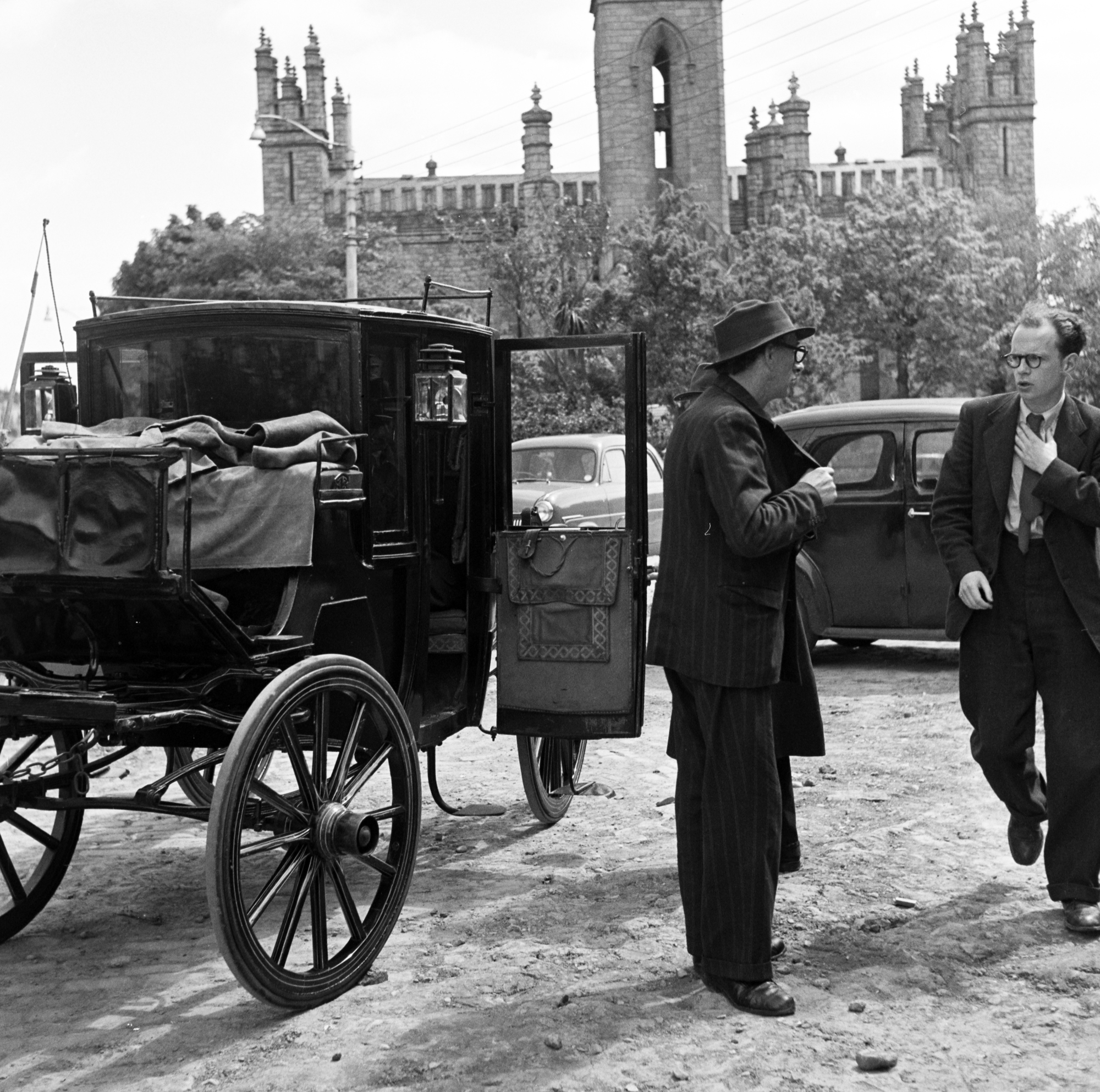
Блумсдей

«Щороку сотні жителів Дубліна одягаються у образи героїв книги... ніби хочуть підтвердити своє бажання стати єдиним цілим із текстом. Абсолютно неможливо уявити будь-який інший шедевр модернізму, який має такий вплив на життя міста».
В Блумсдей 1982 року, в сторіччя від дня народження Дж. Джойса, ірландська державна телерадіокомпанія Raidió Teilifís Éireann (RTÉ) транслювала безперервну 30-годинну драматичну виставу всього тексту роману «Улісс» в радіоефірі.
П’ятимісячний фестиваль ReJoyce Dublin 2004 тривав у Дубліні із 1 квітня по 31 серпня 2004 року. В неділю перед 100-річчям вигаданих подій, описаних у книзі, 10 000 людей в Дубліні отримали безкоштовний повний ірландський сніданок просто неба на О'Коннелл-стріт, що включав сосиски, листки, тости, квасолю та чорний й білий пудинги.
2006 року святкування Блумсдею було скасовано, оскільки цей день збігся із похоронами Чарльза Хогі.

2024 року Блумсдей включав художні виставки, конкурс молодих авторів, прогулянку, екскурсії, виконання пісень, кінофестиваль, хоровий концерт, обіди, радіоефіри, читання, чаювання, автобусний тур, лекції про сучасне мистецтво та творчість Джойса й інші заходи. 

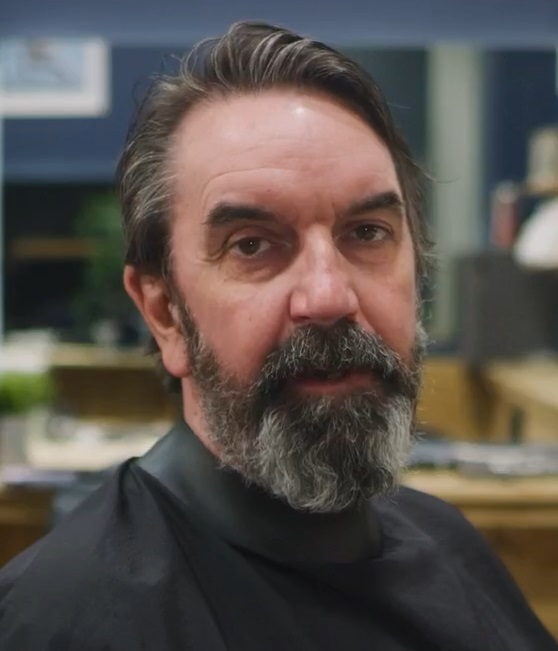
Фелім Дрю, ірландський актор, який грав у стрічці "Блум" (2003), що знята на основі "Улісса"

## Сполучене Королівство
BBC Radio 4 присвятило більшу частину свого мовлення 16 червня 2012 року драматизації «Улісса» із додатковими коментарями від критика Марка Лоусона, який спілкувався із дослідниками творчості Дж. Джойса. У інсценізації Моллі Блум зіграла Ніам Кьюсак, Леопольда Блума — Генрі Гудман, Стівена Дедала — Ендрю Скотт, а оповідачем був Стівен Рі.

## Сполучені Штати
Джорджтаунська сусідська бібліотека, що у Вашингтоні, округ Колумбія, провела марафон драматичного читання «Улісса», який розпочався 9 червня й закінчився 16 червня 2014 року (Блумсдей). В рамках заходу двадцять п’ятеро письменників, акторів і науковців повністю прочитали «Улісса» вголос, й цей проєкт тривав понад 33 години. Читання завершилося тим, що оперна співачка Лора Бакстер повністю виконала монолог Моллі Блум, що зайняло 2+1⁄2 години.
У Філадельфії розташовано музей та книгозбірню Розенбаха, що є домом для рукопису Дж. Джойса «Улісс». Музей вперше відзначив Блумсдей 1992 року, коли акторами та науковцями було виконано читання у Borders Books у центрі міста Філадельфії. Наступного 16 червня було розпочато традицію закриття 2000-кварталу Делансі-стріт для вуличного фестивалю Блумсдей. Окрім десятків читачів, до яких нерідко долучається мер Філадельфії, співаками із Академії вокального мистецтва виконуються пісні, що є невід’ємними від сюжету роману «Улісс». При цьому традиційні страви ірландської кухні пропонують місцеві паби в ірландському стилі. 2014 року фестиваль Rosenbach's Bloomsday розпочався із двома годинами читань в головній філії Безкоштовної бібліотеки Філадельфії, годиною читань на площі Ріттенхаус та завершився п’ятьма годинами читань на сходах музею, на Delancey Street.
У Нью-Йорку в Блумсдей проводиться ряд заходів, включаючи офіційні читання у Symphony Space та неофіційні читання й музику в пабі Ulysses' Folk House. Ірландсько-американська асоціація юристів Нью-Йорка відзначає Дж. Джойса щорічною програмною промовою, названою на честь Джона Квінна, ірландсько-американського юриста, який захищав нью-йоркських видавців Дж. Джойса під час судовомго процесу стовоно непристойності 1922 року. 2014 року Нью-Йорк відсвяткував Блумсдей «Блумсдей на Бродвеї», де якому відомі актори читали уривки із книг, а коментатори пояснювали роботу між сегментами. Святкування 2016 року включало у себе конкурс на найкраще одягнених Моллі та Леопольда Блума, обраних журі, до складу якого входила Маргарет Моллой та кілька дизайнерів.
В Лос-Анджелесі, Каліфорнія щороку Блумсдей відзначається у Музеї Гаммера читаннями, музикою й виливками.
В Канзас-Сіті, в Ірландському центрі проходить святкування Блумсдею, що було розпочато у закритому нині видавництві Bloomsday Books в 1995 році. Зазвичай у центрі проводять одноденні читання, демогструють документальний фільм, ставлять п’єсу, організовують виступи ірландських танцюристів та виступ Дубліна.
В Сірак'юс, Нью-Йорк, в клубі Джеймса Джойса проводять щорічне святкування Блумсдею в Johnston's BallyBay Pub, під час якого великі часини роману читаються вголос або є представленими у вигляді інсценізації із костюмованими артистами.
Клівленд, штат Огайо відомий тим, що в ресторані/джаз-клубі Nighttown щорічно проводять читання роману в Блумсдей.
У Вічіті, штат Канзас, Блумсдей вшановується презентацією Джеймса Джойса (часто доктором Маргеріт Ріган), а також читанням Улісса та ірландською народною музикою, що спонсорується Ірландською культурною асоціацією Вічіти.
В Норфолці, штат Вірджинія, Ірландсько-американське товариство Тайдуотер зі штату Вірджинія провело щасливу годину Блумсдей в броварні Smartmouth Brewery в суботу, 14 червня 2014 року. Живу ірландську музику виконав гурт Glasgow Kiss, а присутні члени IAS були одягнені у аксесуари Джойса (федори), круглі окуляри, мали пов’язки на очах тощо).
В Портленді,штат Орегон, в Powell's Books організовують читання вього роману протягом дня авторами, волонтерами й іншими шанувальниками творчості Дж. Джойса.
У Вустері, Массачусетс, проводиться тривале щорічне святкування, що включає читання «Улісса» у 7 місцях по всьому місту. Захід щорічно організовується Асоціацією поезії округу Вустер.
В Талсі, Оклахома, Оклахомським центром гуманітарних наук, Booksmart Tulsa та Guthrie Green, 2014 розпочато щорічне відвідування пабів Блумсдей Pub Crawl в мистецькому районі Брейді у центрі Талси.
У Феніксі, штат Аризона, Ірландським культурним центром й книгозбірнею Макклелланда спонсоровано щорічний фестиваль Bloomin' Beerfest на вихідні із живою ірландською музикою, конкурсом костюмів та читаннями.
У Віфлеємі, штат Пенсільванія, 16 червня 2022 року у пивоварні Bonn Place святкували Блумсдей, декламуючи частини із «Улісса» за барною стійкою, а глядачі споживали напої та дивились дійство.

## Австралія
У Сіднеї Блумсдей проводить Інститут глобальних ірландських досліджень імені Джона Юма UNSW спільно із Національною ірландською асоціацією Сіднея та Генеральним консульством Ірландії в Сіднеї.
Блумсдей в Мельбурні має тривалу історію взаємодії з творчістю Дж. Джойса. З 1994 року комітет прихильників Джойса — тепер відомий як «Блумсдей у Мельбурні» — читав і перечитував Джойса та влаштовував театральні заходи, спрямовані на те, щоб передати радість видатного ірландця своїм лояльним покровителям. 2019 року Блумсдей в Мельбурні здійснив постановку «Travesties Тома Стоппарда» у fortyfivedownstairs у Мельбурні. 2020 року «Блумсдеєм у Мельбурні» було створено онлайн-серію із вісімнадцяти короткометражних фільмів, кожен із яких відповідає епізоду із «Улісса». У фільмах знявся відомий австралійський актор Макс Гілліс. 2021 року «Блумсдей у Мельбурні» оголосив про новий проєкт «Гірка таємниця кохання»: рік, який створив Джеймса Джойса. Захід описано як «інтенсивний захоплюючий театральний досвід» у Мельбурнській віллі Альба в Кью, в штат і Вікторія. П’єса, підготовлена «Блумсдеєм у Мельбурні» й написана Стівом Кері, відображує ключовий період у житті молодого Джеймса Джойса, а саме проміжок між його першою подорожжю до Парижа в 1902 році та його від’їздом до Європи у вересні 1904 року.

## Нова Зеландія
Блумсдей у Новій Зеландії розпочався у Окленді 2000 року радіотрансліцією «Улісса» на Access Radio із опівночі до 6 ранку 16 червня, що було першим святкуванням Блумсдею у новому тисячолітті у будь-якій точці світу. Наступного, 2001 року, відбулось кабаре-шоу із Лінн Лоркін та гуртом Jews Brothers Band, й відтоді 16 червня відбувся День Євреїв Блумсдей, у якому бруклінський музикант Гершал Гершер грає Вуді Аллена Блума, а дублінський актор Браян Кіган читає «Улісса». Зараз це тригодинне шоу проводить Thirsty Dog на Карангахапе-роуд. Серед запрошених Моллі Блум були новозеландці Робін Малкольм, Ноель Маккарті, Кармел МакГлоун, Люсі Лоулесс, Джо Керолан, Джеральдін Брофі та Дженніфер Уорд-Ліланд.

## Канада
Із 2012 року в Монреалі відзначається п’ятиденний фестиваль Блумсдей із читаннями, академічними семінарами, фільмами, концертами та музичними гала-концертами, кабаре, пішохідними екскурсіями ірландським Монреалем, заходами у ірландських пабах та гостьовими лекціями всесвітньо відомих експертів зі «Улісса» Серед основних партнерів — Школа канадських ірландських досліджень Concordia, Університет Макгілла, Єврейська публічна бібліотека, бібліотеки Вестмаунт і Етвотер.

## Італія
В Трієсті, де було написано першу частину «Улісса», проводиться ряд заходів до Блумсдею. Музей Джойса у Трієсті, який відкрито 16 червня 2004 року, збирає роботи Джеймса Джойса, а також праці про нього, із особливим наголосом на період його перебування в Трієсті.
Із 2005 року Блумсдей відзначається щороку в Генуї, де волонтери (студенти, актори, викладачі та науковці) читають «Улісса» італійською мовою, починаючи із 09:00 і закінчуючи вранці 17 червня; читання відбуваються у 18 різних локаціях в центрі старого міста, по одному для кожного епізоду роману, і ці місця вибрано через їхню схожість із оригінальними об’єктами. Тоді, наприклад, «Телемах» читався у середньовічній вежі або на терасі із видом на порт, «Нестор» — у класі факультету мов, «Протей» — у книгарні на набережній, «Сцилла і Харибда» — в Університетській книгозбірні, а «Циклоп» в старому пабі. Genoa Bloomsday організований факультетом мов й Міжнародним фестивалем поезії в Генуї.

## Франція
Паризький гурт Bloomsday Group виконує тексти та пісні із творів Джеймса Джойса у таких паризьких місцях, як Посольство Ірландії, Ірландський культурний центр чи Американська бібліотека у Парижі. Виступи відбуваються англійською мовою із короткими уривками із французької, італійської, латинської та грецької мов.

## Чехія
Блумсдей відзначається щорічно, починаючи із 1993 року в Празі. Шанувальники «Улісса» зустрічаються прямо під Страговським монастирем біля великого гаю, де зараз часто висихає ставок. Великий історичний охоронюваний дуб (pamatný strom) знаходиться на одному кінці гаю, а непов’язаний цементний моноліт на протилежному. Люди зустрічаються щороку об 11:50. Волонтер читає частину «Еола» опівдні під бій дзвонів Страговського монастиря. В Празі також функціонує James Joyce Irish Pub, де 5 листопада 1993 року о 17:59 першу пінту Гіннеса, розлитого у Чехії, було розлито в James Joyce, першому, найстарішому та все ще провідному ірландському пабі в Празі.

## Угорщина
Блумсдей відзначається із 1994 року в угорському місті Сомбатгей, вигаданому місці народження батька Леопольда Блума, Віраг Рудольфа, угорського єврея-емігранта. Захід зазвичай зосереджується на Iseum — залишках храму Ісіди з римських часів — і особняку Блюма, який раніше був власністю справжньої єврейської родини. Угорський письменник Ласло Наймані у своєму романі «Таємниця особняка Блюм» (A Blum-ház rejtélye) 2007 року описує результати свого дослідження зв’язку між Джойсом і родиною Блюмів.

## Латвія
2020 року, під час перешкод пандемії COVID-19, ініціативна група «Bloomsday Latvia» організувала обмежену конференцію, присвячену питанню, чи варто ще раз перекладати «Улісса» латиською мовою (перший переклад і публікація книги відбулися в 1960 році). Потім відбулась прогулянка Старим містом Риги, де йдучи читали уривки з «Улісса», і яка завершилась у місцевому ірландському пабі зі подальшими розмовами та ірландськими танцями.

## Глобальне відзначення Блумсдею у мережіТвіттер
У Блумсдей 2011 року @Ulysses став сценою для експериментального одноденного твітування Ulysses. Починаючи із 08:00 (за дублінським часом) в четвер, 16 червня 2011 року, розпочато дослід, згідно із яким «Улісс» було виріширено переробити по 140 символів за раз. Передбачалось, що така подія стане першою у серії подібних заходів.

## Україна
В Україні Блумсдей почали відзначати із 2007 року. Тоді в Києві у галерії «Колекція» було здійснено виставку художників кількох поколінь. Тема заходу була визначена як «Вік як філософія творчості». Було обрано роботи ряду митців, чиї роботи асоціюються із «Уліссом». Серед них був Олександр Ройтбурд, Василь Цаголов, Олександр Гнилицький, Микита Кадан та Леся Хоменко з групи «Р.Е.П.». Як зазначає Ольга Жук, для декого із митців «Улісс» є кохання на усе життя. Так, для прикладу, перечитав роман кілька разів й не може жити без містики літератора. А полотно «Ранок Блума» можна вважати найвдалішою проекцією на роман. На ньому зображено, як чоловік дивиться у розбите дзеркало і голиться. Саме з такої картини і починається ранок «книжного» Блума 16 червня.
Фестиваль містив також і картину Саші Макарської, яка запропонувала маршрут Блума Києвом. Полотно було розбите на 20 квадратиків, у кожному із яких намальований об'єкт міста. Гравці кидають кістки, сума чисел що випала — кількість кроків. Влада Ралко на полотні «Подивись, хто до нас завітав!» написала, як в героїні роману Герти МакДауелл почався менструальний цикл. Захід також включав літературні читання, дискусії та презентацію перекладів українською творів Джойса. Також було оприлюднено український переклад п’єси Дж. Джойса «Вигнанці», виконаний М. Кліментьєвим (Університет Південної Каліфорнії, США)
В Україні Блумсдей називають також «Днем Блума» та Блумсднем.
В 2016-2021 роках Блумсдей організовувало видавництво «Смолоскип», але останні два роки вона проходила онлайн. Під час Блумодня читались лекції про твір Джойса, відбувались театралізовані читання розділів із роману, вікторини для знавців «Улісса» та навіть мали місце трапези із Блум-меню.
2024 року Блумсдень передбачає передпрезентацію перевидання «Улісса», інсценізоване читання ІІІ розділу «Улісса» Джеймса Джойса, конкурс костюмів едвардіанської моди з питним призом.

## Літературна присутність Блумсдею
У 2004 році видавництво Vintage випустило Yes I said yes I will yes: A Celebration of James Joyce, Ulysses, and 100 Years of Bloomsday. Це одна з небагатьох монографій, яка детально описує зростаючу популярність Блумсдея. Назва книги є останнім рядком роману.
У 1956 році Тед Г'юз й Сильвія Плат одружились за спеціальною ліцензією архієпископа Кентерберійського у церкві Святого Георгія Мученика, Голборн, саме 16 червня на честь Блумсдею.
Роман Пет Конрой 2009 року South of Broad містить ряд посилань на Блумсдей. Леопольд Блум Кінг є оповідачем. Перший розділ книги описує події 16 червня 1969 року в історії Лео.
У романі Енріке Віла-Матаса «Дублінеска» (2010) частина подій відбувається у Дубліні на Блумсдеї. Головний герой книги, Ріба, іспанський редактор на пенсії, переїжджає до цього міста із кількома друзями-письменниками, щоб провести «похорон» епохи Гутенберга.
П’єса американського драматурга Стівена Дітца «Bloomsday» 2015 року розповідає про американця, який повертається до Дубліна в пошуках жінки, яку зустрів під час туру «Улісс» багато років тому. Прем'єра вистави відбулась у театрі ACT в Сіетлі, штат Вашингтон. Постановка отримала 2016 Steinberg New Play Award Citation від Американської асоціації театральних критиків. П’єсу часто вконують на різних сценах в Сполучених Штатах.

## Популярні культурні згадки
У фільмі Мела Брукса «Продюсери» 1968 року персонаж Джина Вайлдера називається Лео Блум, як данина герою Джойса. У музичній версії фільму 2005 року у вечірній сцені біля фонтану Бетесда в Центральному парку Лео запитує: «Коли буде день Блума?». Однак у попередній сцені, в якій Блум вперше зустрічається з Максом Білостоком, офісний настінний календар показує, що поточний день 16 червня, вказуючи на те, що насправді вже і є Блумсдей.
Річард Лінклейтер натякає на «Улісса» та Блумсдей у своїх фільмах. У стрічці «Нероба» («Халявщик») 1991 року персонаж читає уривок з «Улісса» після того, як переконав своїх друзів кинути намет і друкарську машинку в річку у відповідь на зраду попереднього коханця. Дія фільму також розгортається протягом 24 годин. У «До сходу сонця» 1995 року події відбуваються 16 червня.
В епізоді мультфільму «Сімпсони» 2009 року «В ім'я дідуся» розповідається про поїздку родини до Дубліна та посилання Лізи на Блумсдей.
Панк-гурт Minutemen має пісню в своєму альбомі Double Nickels 1984 року Dime під назвою «June 16th», яку названо на честь Блумсдею.
Пісня гурту U2 2009 року «Breathe» стосується подій, які відбувалися вигаданого 16 червня.
Пісня дублінського гурту Fontaines D.C. «Bloomsday» із їхнього альбому «Skinty Fia» 2022 року також згадує про свято.
Американська альт-фолк-музикантка Саманта Крейн випустила сингл на честь Блумсдею 2021 року.